# Noccaea fendleri
Noccaea fendleri là một loài thực vật có hoa trong họ Cải. Loài này được (A. Gray) Holub mô tả khoa học đầu tiên năm 1998.